# Castrojeriz

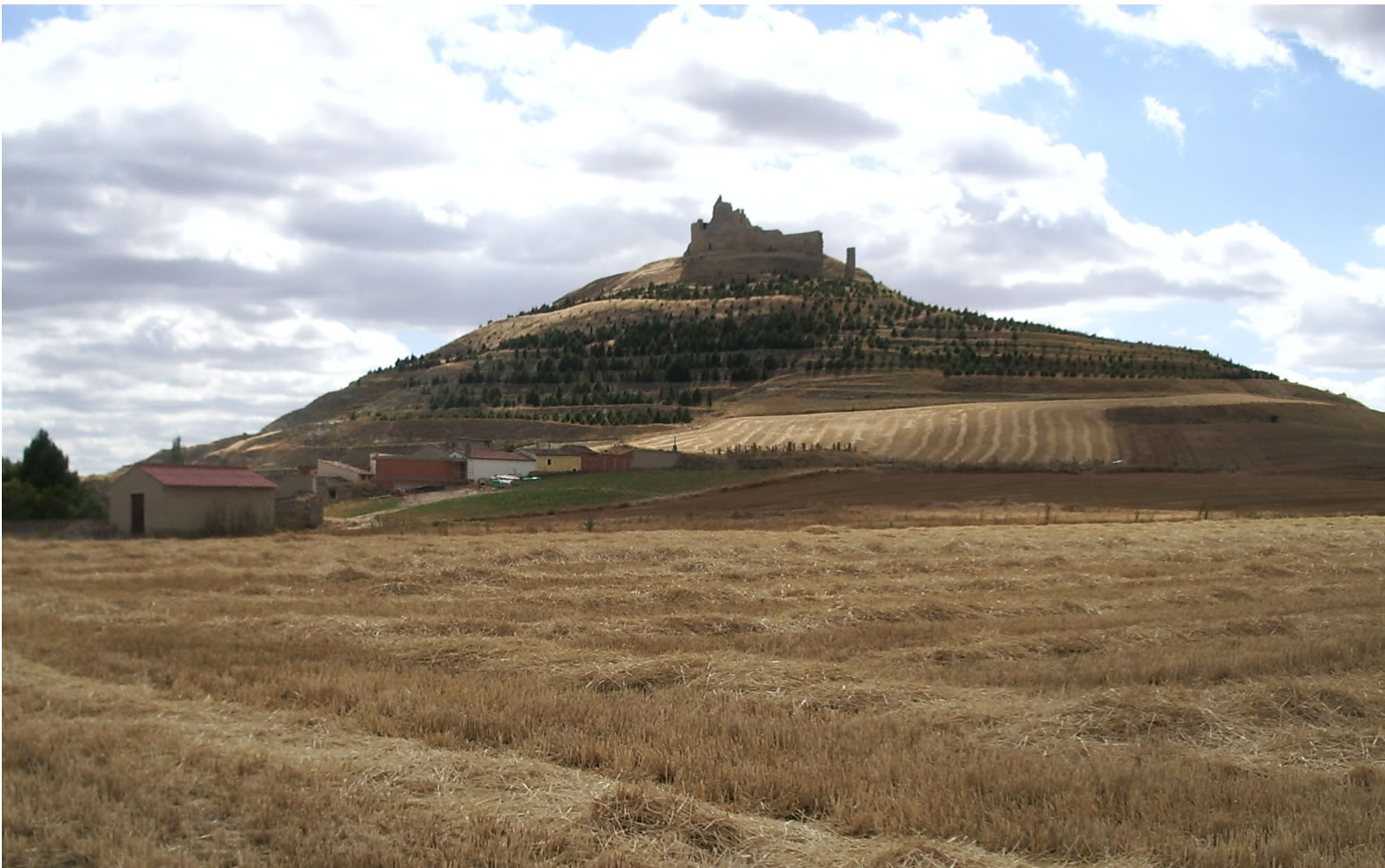
Vista de Castrojeriz amb el castell

Castrojeriz és un poble de la província de Burgos. Es troba a uns 50 km de la capital. El sector agrícola n'és l'activitat econòmica principal. Està situat al costat del riu Odra.
Era l'antiga Castrum Sigerici. Segons el Dr. Rafael Lapesa, aquesta regió va servir de refugi als visigots. El nom està format per un nom comú llatí i un nom propi visigot.
El poble està situat al peu d'un castell del segle ix, agafa la forma del peu de l'elevació i forma un llarg carrer principal considerat el més llarg "carrer camí" del camí de sant Jaume.
Els dos albergs per a pelegrins són un punt de parada quasi imprescindible per als qui van cap a Santiago de Compostel·la.
L'any 974 el comte García Fernández va donar els primers furs (fueros de Castilla a la villa de Castro Xeriz) que igualaven els cristians i els jueus; qualsevol pagès que disposés d'un cavall, se'l considerava "infanzón".
El poble té un gran patrimoni artístic:
- Església de San Juan. Gòtica. Segle XIII. Té aspecte de fortalesa i ha estat el mausoleu de les famílies nobles. Recentment se n'ha restaurat el claustre gòtic, petit i molt interessant.

- Colegiata de Nuestra Señora del Manzano. Gòtica del segle xiii. Fundada per Berenguela, mare de Fernando el Santo. A l'interior hi ha obres de Mengs. La Virgen del Manzano apareix citada a les Cántigas.

- Església de Santo Domingo. Gòtic tardà del segle xv amb importants retaules.

- Convent de Santa Clara. Segle XIV. Amb monges de clausura; són molt populars les seves galetes i pastissos que venen des d'un antic torn.

- Hospital de San Antón. Gòtic, segle xii. Situat als afores del poble, actualment en ruïnes.

- Creuer TAU, marca del camí de sant Jaume.

- Casa de Gutiérrez Barona, del segle xiv.

Les festes majors són per sant Joan (juny) i santa Caterina (novembre). El mes de juliol celebren la Fiesta del ajo, molt concorreguda aquests últims anys.